# Bacidia medialis
Bacidia medialis är en lavart som först beskrevs av Tuck. ex Nyl., och fick sitt nu gällande namn av B. de Lesd. Bacidia medialis ingår i släktet Bacidia och familjen Ramalinaceae.   Inga underarter finns listade i Catalogue of Life.